# Orde sacerdotal

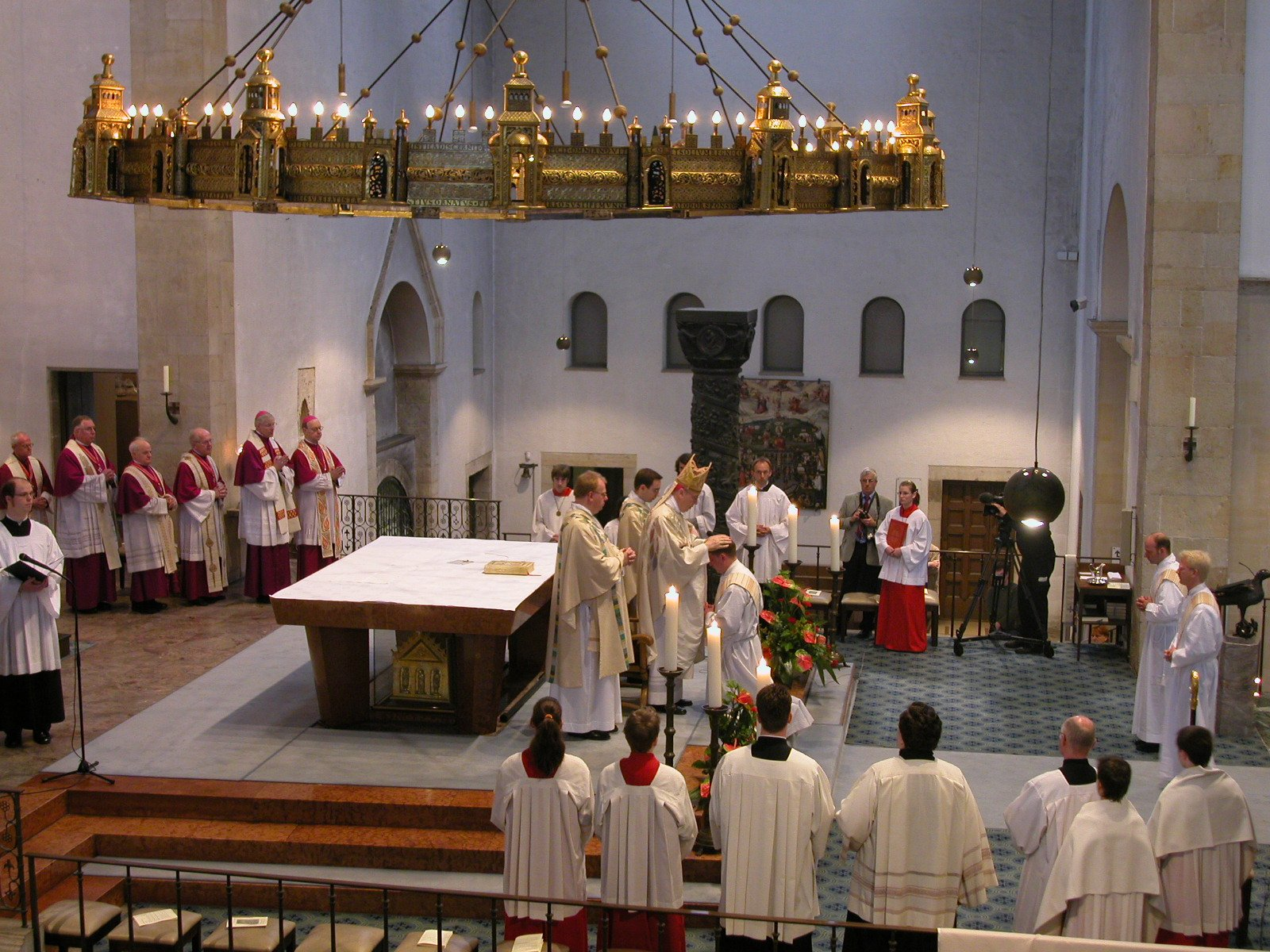
Ordenació de tres preveres a la Catedral de Santa Maria de Hildesheim

L’orde sacerdotal és un sagrament de l'església catòlica que inclou tres graus: episcopat, presbiterat i diaconat. Segons el catecisme de l'Església Catòlica editat l'any 1993, l'orde és el sagrament gràcies al qual la missió confiada pel Crist als seus apòstols continua a ésser exercida en l'Església fins a la fi dels temps: és per tant, el sagrament del ministeri apostòlic.
La paraula Orde, en l'antiguitat romana, designava uns cossos constituïts en el sentit civil, sobretot el cos dels governants. Ordinatio designa la integració en un ordo. En l'Església, hi ha uns cossos constituïts que la tradició, no sense fonament en la Bíblia anomena des dels temps antics amb el nom de taxeis (en grec), ordines (en llatí): així la litúrgia parla de l’ordo episcoporum de l’ordo presbyterorum i de l’ordo diaconorum. Altres grups reben també aquest nom d’ordo,: els catecumens, les verges, els esposos, les viudes.
(CEC 1537).
Així doncs, el catecisme afirma que l'orde sacerdotal és una institució divina, volguda per Déu i exercida per homes. L'episcopat, del grec episkopos (bisbe o dirigent) és el grau més alt al qual arriben homes escollits entre els presbyteros (preveres) i el diaconat, del grec diakonos (servidor). Aquest últim grau pot ser exercit per homes casats, idonis, que hagin donat mostres clares de saber administrar la seva llar i la seva família. El diaconat, en grau permanent, va ser reinstaurat després del Concili Vaticà II, perquè fins aleshores només era conferit als candidats al presbiterat.
La paraula “sacerdotal” ve de molt antic. Ja a la narració de l'Èxode (Ex. 19,6) es troba que el poble hebreu fou escollit per ser constituït per Déu com un «reialme de sacerdots i una nació sagrada». Però a l'interior del poble d'Israel, Déu escollí una de les dotze tribus, la de Leví, posada a part per al servei litúrgic (Nm 1,48-53). Van ser consagrats amb un ritu propi els orígens del sacerdoci de l'Antiga Aliança (Ex. 29,1-30; Lv. 8). Els sacerdots hi són "constituïts en pro dels homes en les coses que són de Déu, per oferir dons i sacrificis pels pecats". (He. 5,1; CEC 1539).
Però en l'església catòlica, Crist és l'únic sacerdot perquè totes les prefiguracions del sacerdoci de l'Antiga Aliança troben acompliment en Jesucrist, constituït «únic mitjancer entre Déu i els homes» (1 Tm. 2,5). Així gràcies a aquesta assumpció del sacerdoci del Crist, tots els batejats de l'Església cristiana són participants com a fills de l'església d'un «reialme de sacerdots per al Déu i Pare seu». (Ap. 1,6). Tota la comunitat dels creients és sacerdotal. Els fidels, pel mateix fet, exerceixen el seu sacerdoci baptismal a través de la seva participació, cadascú segons la vocació pròpia, en la missió del Crist, Sacerdot, Profeta i Rei. Pels sagraments dels Baptisme i de la Confirmació, els fidels són «consagrats per a ser (...) un sacerdoci sant».

## Teologia del sagrament
Segons l'exegesi catòlica, Jesucrist, durant la seva vida pública, hauria instituït un grup de dotze persones anomenats «apòstols» i que el seguien en la seva vida i predicació itinerant per Galilea i Judea (cf. Mc. 3 14-15). A aquests donà poders especials per expulsar dimonis i curar malalties (cf. Mt. 10 1) però la seva missió principal era «estar amb Ell» i predicar l'Evangeli. Després, l'evangelista Lluc indica que Jesús escollí també uns altres 72 anomenats «deixebles» i els envià amb poders idèntics que els dels apòstols (cf. Lc. 10 1-2). Aquests apòstols foren qui l'acompanyaren durant el Sant Sopar. Segons la narració evangèlica, després d'entregar el pa i el vi i fer al·lusió al seu cos i sang, Jesucrist digué: «feu això en commemoració meva» (cf. 1 Co. 11 24 i texts paral·lels). Aquest text és interpretat per l'església catòlica com una voluntat de Jesús d'establir sacerdots que perpetuessin aquest record. Més endavant, el dia de la resurrecció, Jesús conferí també als apòstols el poder de perdonar pecats en nom seu (cf. Jn. 20 21-23) i els confià les funcions de governar, ensenyar i santificar dins de la seva Església (cf. Mt. 28 19-20). En aquests dos moments solemnes, així com en la vinguda de l'Esperit Sant a Pentecosta que acabà d'enfortir els apòstols per la missió que havien rebut, l'Església reconeix l'ocasió de la institució del sagrament de l'orde per part de Crist. Com en la resta de sagraments no es tracta d'una institució jurídica, sinó més aviat d'una intenció que els deixebles han anat aprofundint al llarg del temps.
Tanmateix, la mateixa carta als Hebreus que subratlla l'acte sacerdotal de Crist en el sacrifici i en la intercessió davant del Pare, la identificació que es fa del sacrifici amb l'oferiment que Crist fa del seu cos a l'últim sopar i el mandat de repetir-ho en memòria seva, fan veure que es tracta d'un sacrifici i que, com tal és necessari un sacerdot. Ara bé, no s'afirma un sacerdoci diferent del de Crist, sinó més aviat una participació conferida als sacerdots d'aquest únic i summe sacerdoci.